# Kari Niemelä
Kari Niemelä, född 12 december 1962, är en svensk före detta friidrottare (långdistanslöpare). Han tävlade för Västerås FI.